# Белият дом (Москва)
Белият дом (на руски: Белый дом) в Москва е правителствената сграда на Руската федерация. От 1981 до 1993 г. е бил седалище на Върховния съвет на Руската съветска федеративна социалистическа република, а след това на Руската федерация. От 1994 г. в него се помещава Кабинетът на министрите. Сградата е завършена през 1981 г. по планове на архитектите Дмитрий Чечулин и Павел Щелер.
По време на преврата през август 1991 г., Държавен комитет за извънредно положение, съставен от консервативни комунисти, се опитва да завземе властта от тогавашния съветски президент Михаил Горбачов. Опитът за щурм на Белия дом от пучистите се проваля, отчасти поради енергичната съпротива на московското население.
До конституционната криза от септември/октомври 1993 г. Белият дом е седалище на Върховния съвет и Конгреса на народните депутати. Причината за кризата е незаконното разпускане на парламента от президента Борис Елцин. Този спор между изпълнителната и законодателната власт ескалира във въоръжен конфликт в рамките на няколко дни, по време на който танкове, принадлежащи на съюзените с Елцин сили, произвеждат няколко изстрела по сградата, нанасяйки ѝ сериозни щети.
След края на конфликта, през 1994 г. е избран нов парламент. Оттогава той отново използва старото царско име, Държавна дума, и се помещава в друга сграда (близо до Кремъл, между Манежния площад и Болшой театър). Днес руското правителство се помещава в сградата.